# Rue Cardinet
La rue Cardinet est une voie située dans le 17e arrondissement de Paris, en France.

## Situation et accès

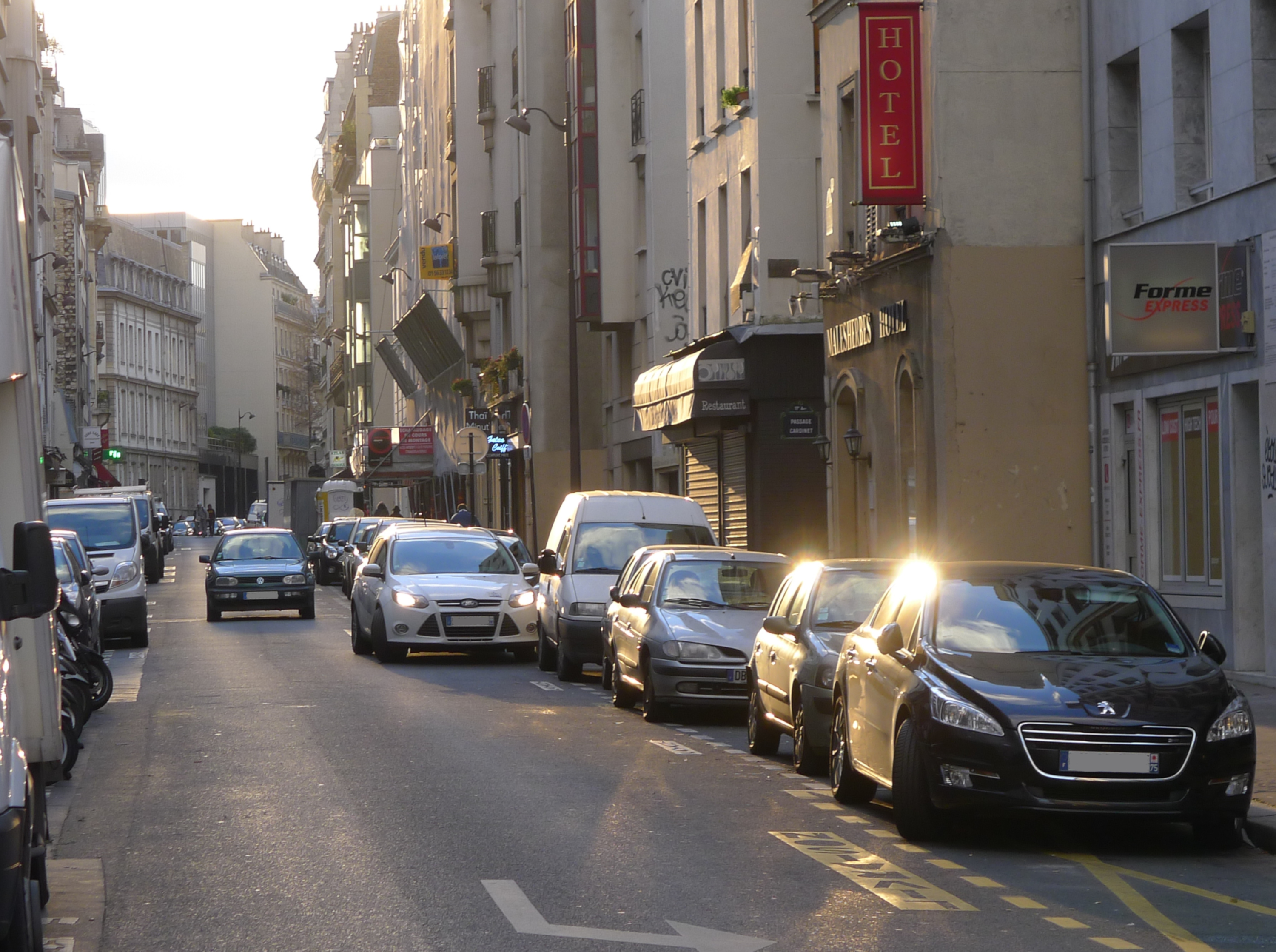
Rue Cardinet au niveau de la rue de Saussure.

La rue Cardinet relie l'intersection de la rue Margueritte et de l'avenue de Wagram à l'avenue de Clichy. 
Elle traverse la rue de Courcelles, la rue de Prony, l'avenue de Villiers, le boulevard Malesherbes, la rue de Tocqueville, la rue de Lévis et le boulevard Pereire. Elle passe ensuite au-dessus des voies ferroviaires conduisant à la gare Saint-Lazare, juste à côté de la gare de Pont-Cardinet. Elle longe le square des Batignolles et le parc Martin-Luther-King.
Le quartier est desservi par la ligne 3 à la station Malesherbes.

## Origine du nom
Elle porte le nom d'un propriétaire, Philippe Cardinet (né à Sérocourt en 1737 et décédé à Monceau, commune de Clichy, le 4 juin 1822), époux de Marie Louise Ballagny, marchand traiteur et de vins rue de Lévis.

## Historique
La rue Cardinet est ouverte vers 1834 par la veuve de Philippe Cardinet entre les rues Salneuve et de Lévis, puis le 14 septembre 1852 entre la rue de Courcelles et de la rue de Tocqueville.
Elle est située alors sur les communes des Batignolles et de Neuilly-sur-Seine. Elle est rattachée à Paris en 1860, lors de l'extension de la capitale.
La rue prend son nom le 2 avril 1868, lors de son prolongement jusqu'à la rue Margueritte.
Une partie de la voie délimite la ZAC Clichy-Batignolles

## Bâtiments remarquables et lieux de mémoire
- No 28 : Maurice Féaudierre, dit Serge (1901-1992), écrivain et dessinateur français, spécialiste et historien du cirque, y habita[3]
- No 58 : Claude Debussy y habita[4].
- No 70 : chancellerie de la légation et consulat du Panama dans les années 1920[5]. Lucien Chauvière y a vécu.
- No 72 : Maria Deraismes (1828-1894), première femme initiée à la franc-maçonnerie, y meurt[6].
- Nos 76-78 : salle Cortot.
- No 92 : ancienne cheminée du site industriel des Établissements Duval, qui se trouvaient au 49 rue de Tocqueville et dont subsiste également encore l'immeuble d'angle avec la rue de Tocqueville.
- No 145 : gare de Pont-Cardinet.
- Nos 147 à 151 : parc Martin-Luther-King.

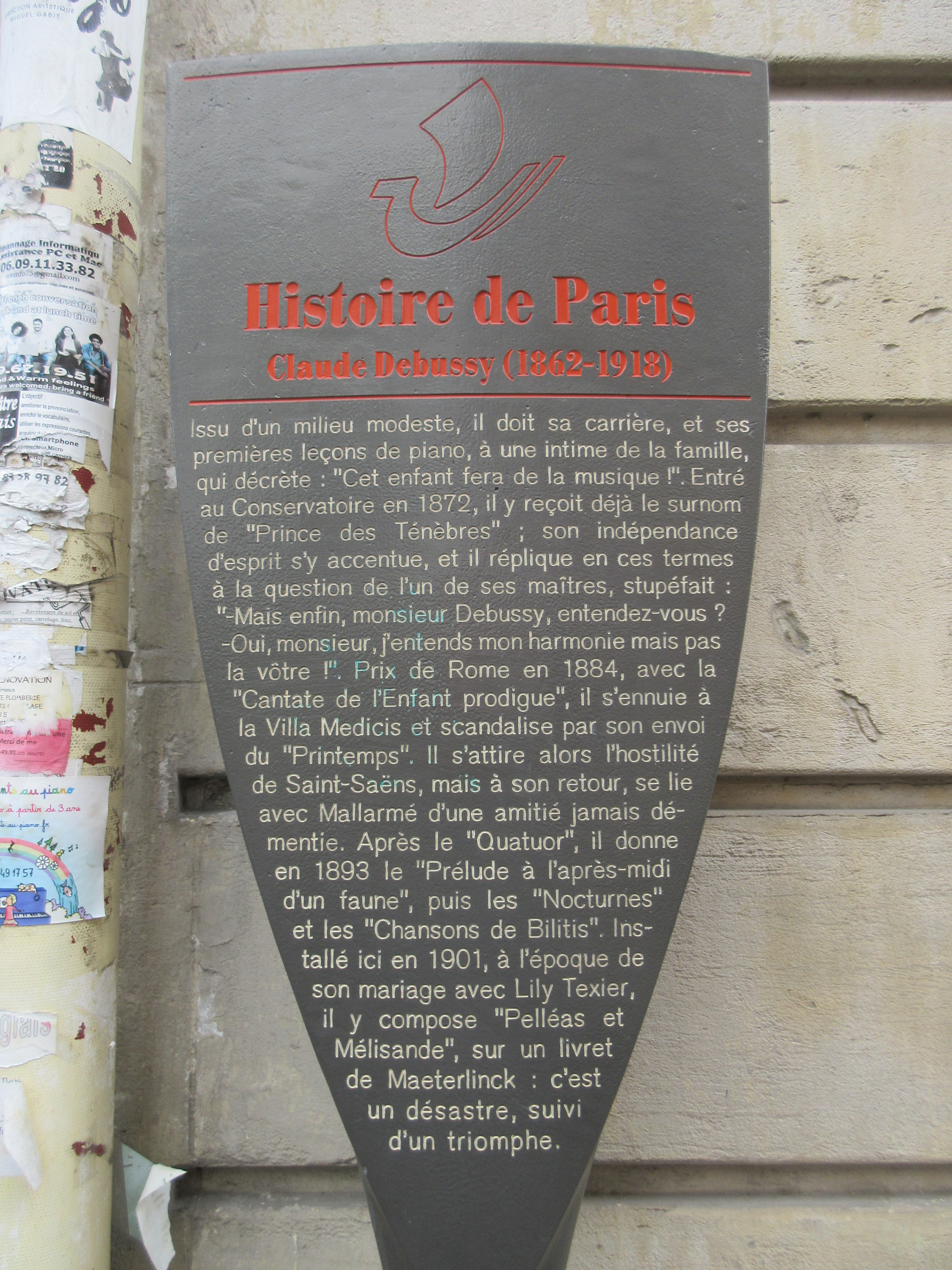
Panneau Histoire de Paris « Claude Debussy ».
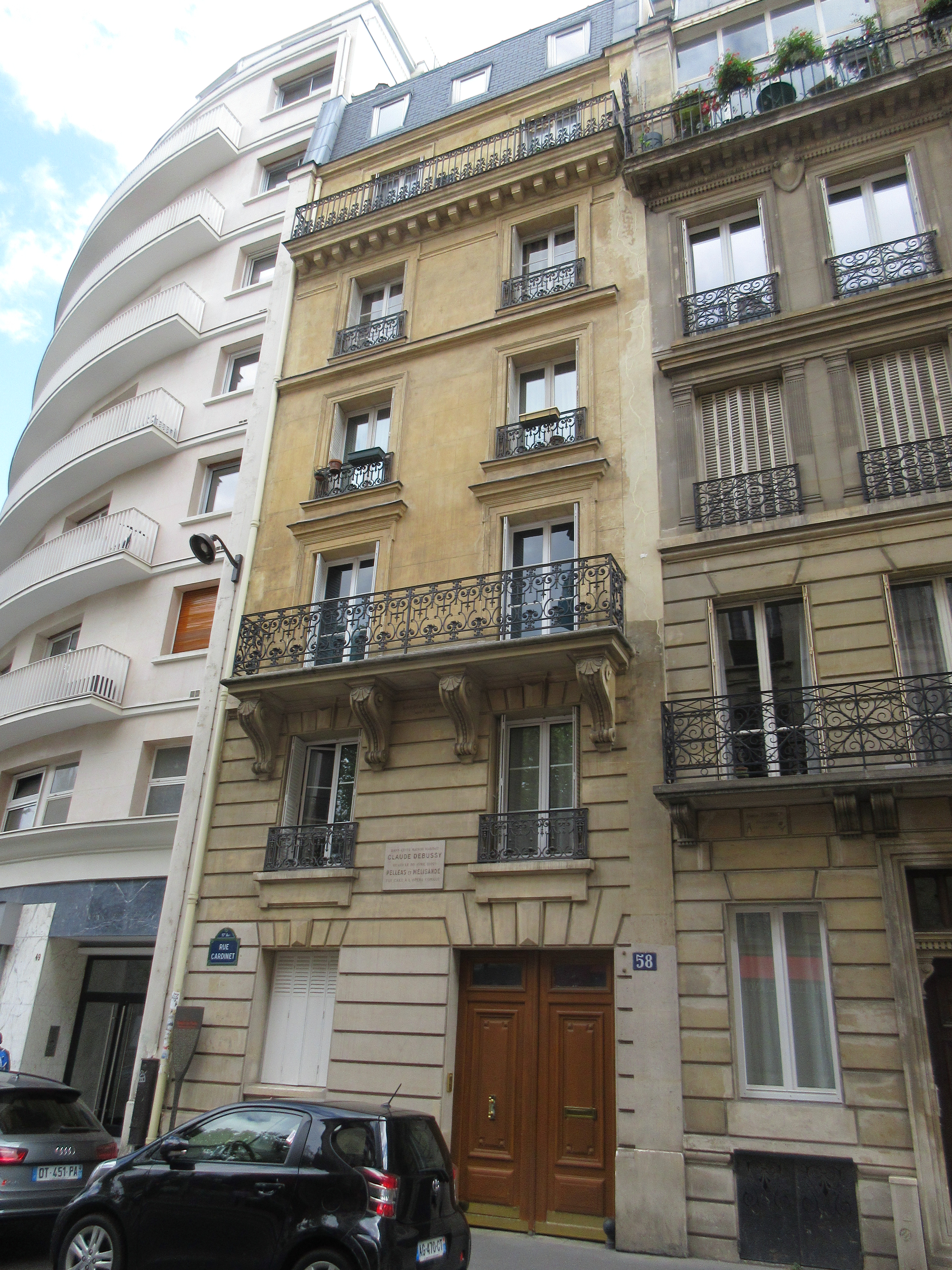
No 58 rue Cardinet.
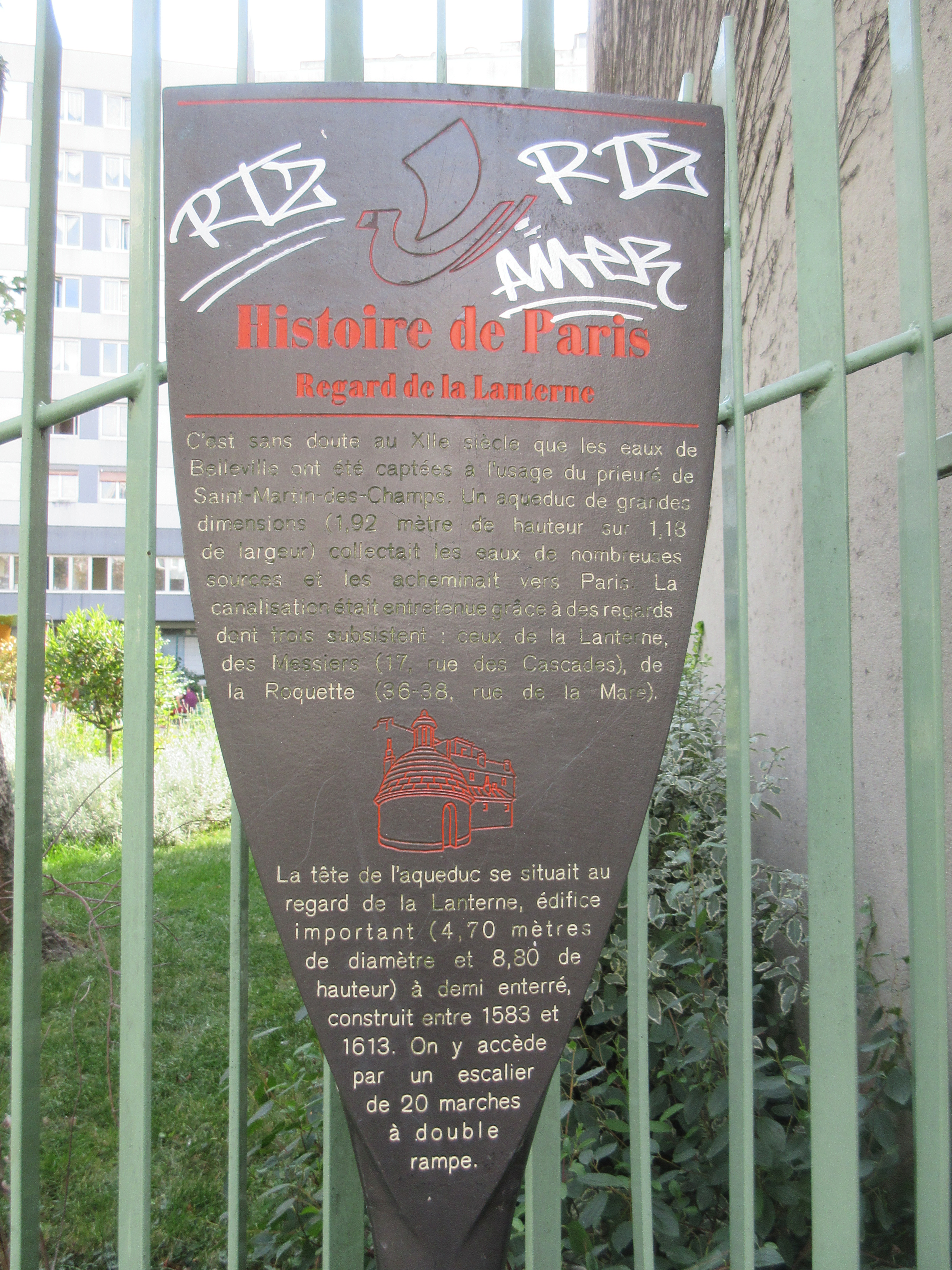
Panneau Histoire de Paris « L'Usine de Monsieur Margueritte ».

### Fiction
Dans la série télévisée Nestor Burma, l'agence du célèbre détective, Fiat Lux, se situe au no 157, rue Cardinet.

Plaques commémoratives
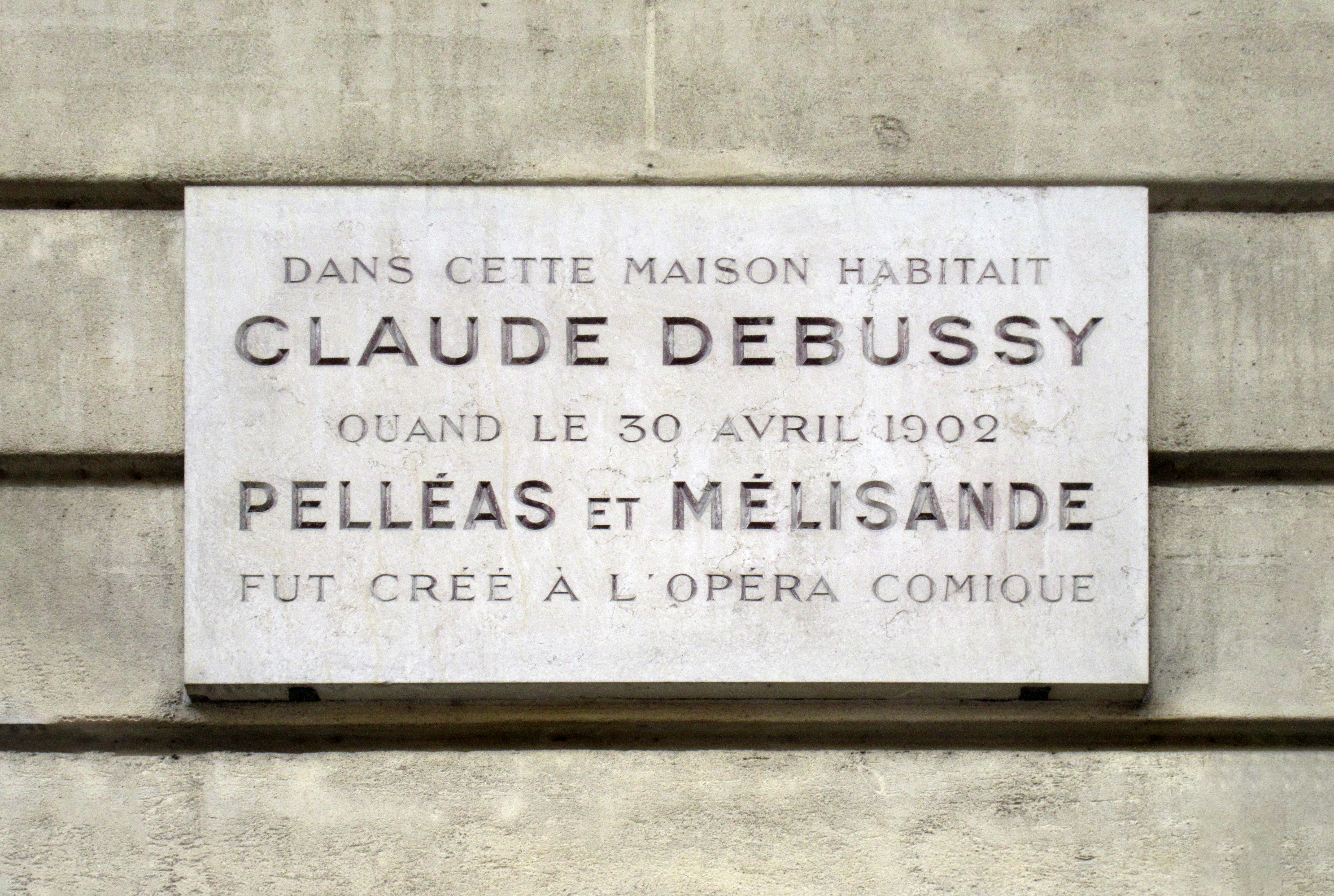
No 58 : Plaque commémorative de Claude Debussy
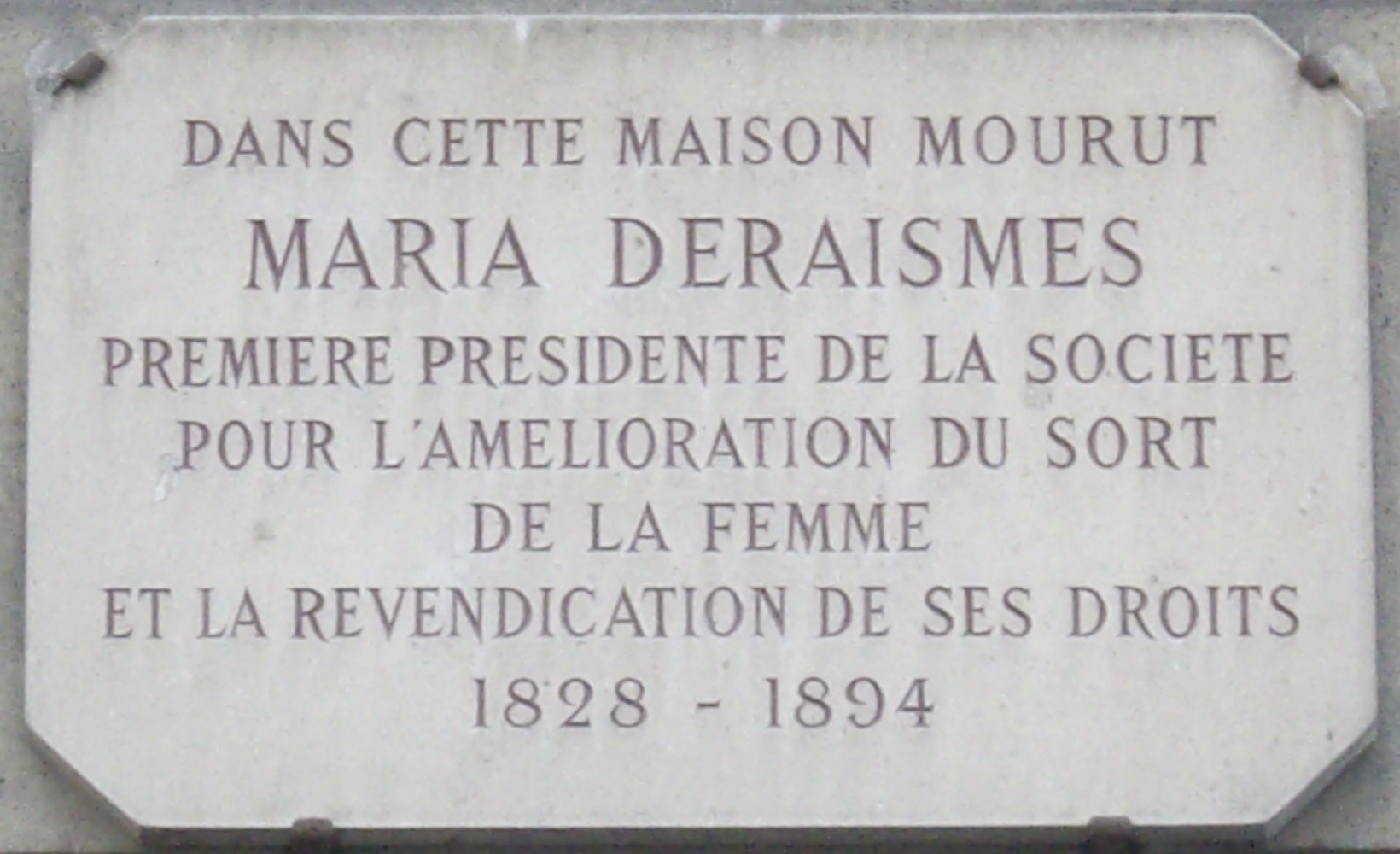
No 72 : Plaque commémorative en hommage à Maria Deraismes, qui y meurt en 1894.